# عین الابل
عین الابل (به عربی: عين الابل) یک شهرداری‌های الجزایر در الجزایر است که در ناحیه عین الإبل واقع شده‌است.
 عین الابل  ۲۰٬۴۳۶ نفر جمعیت دارد.